# Indien i olympiska sommarspelen 1964
Indien deltog med 53 deltagare vid de olympiska sommarspelen 1964 i Tokyo. Totalt vann de en guldmedalj.

## Medalj

### Guld
- Haripal Kaushik, Mohinder Lal, Shankar Lakshman, Bandu Patil, John Peter, Ali Sayed, Udham Singh Kullar, Charanjit Singh, Darshan Singh, Dharam Singh, Gurbux Singh, Harbinder Singh, Jagjit Singh, Joginder Singh och Prithipal Singh - Landhockey.